# سیارک ۲۳۰۶۳
سیارک ۲۳۰۶۳ (به انگلیسی: 23063 Lichtman، نامگذاری:1999XH53) بیست و سه هزار و شصت و سومین سیارک کشف شده‌است که در ۷ دسامبر ۱۹۹۹ کشف شد.
قدر مطلق سیارک برابر ۱۴.۸ است.